# Parque Roger Williams
El Parque Roger Williams (Roger Williams Park) es un parque natural de 427 acres y distrito histórico nacional situado al sur de Providence, Rhode Island. El parque acogió el nombre de uno de los fundadores de Rhode Island, el teólogo Roger Williams. El terreno para el parque fue un regalo de la población de Providence en 1871, de acuerdo con la voluntad de Betsey Williams, la descendiente de sexta generación, y última superviviente de los herederos del fundador de su propia tierra. Esto había sido la granja familiar y representándole como el último de la tierra a Roger Williams en 1638 desde Canonicus, jefe de la tribu Narragansett. La granja familiar (construida en 1773) conocida como Betsey Williams Cottage, y la zona donde fueron enterrados la familia Williams (incluyendo la tumba de Betsy) siguen en el parque
El parque también contiene siete lagos de aproximadamente 98 acres en su totalidad. Está localizado en la parte más sureña de la ciudad de Providence haciendo frontera con Cranston. El parque fue diseñado por Horace Cleveland en 1878, y fue construido en los años 80. Muchas de las carreteras, puentes y calles peatonales donde se construyeron a través de la Works Project Administration desde 1935 hasta 1940. Actualmente está el parque zoológico Roger Williams, el museo de historia nacional y planetario, el RWP centro botánico, jardines japoneses, jardines de rosas victorianas, el centro de la comandancia de la policía montada del departamento de Providence, El Dalrymple Boathouse y alquiler de barcas, visitas turísticas, un carrusel para niños que incluyen el Hasbro Boundless Playground la cual es accesible para minusválidos, el templo de la música, casino Roger Williams, extensos espacios verdes y varias millas de caminos peatonales.
El fondo nacional para la preservación histórica declaró el parque Roger Williams como uno de los importantes parques urbanos de Estados Unidos
- Datos: Q7359134
- Multimedia: Roger Williams Park / Q7359134